# Save Your Heart
Save Your Heart är det andra albumet av Lights & Motion. Det består av elva låtar och släpptes i november 2013. Det spelades in i Göteborg under 2013 och är producerat samt mixat av Christoffer Franzén.

## Låtlista
1. "Heartbeats" - 5:45
2. "Ultraviolet" - 2:23
3. "Sparks" - 4:13
4. "Shimmer" - 4:05
5. "Snow" - 6:40
6. "Bright Eyes" - 3:50
7. "Crystalline" - 3:59
8. "Orbit" - 1:48
9. "We Are Ghosts" - 2:22
10. "Atlas" - 3:02
11. "Save Your Heart" - 2:21